# Херон, Патрик
Па́трик Хе́рон (англ. Patrick Heron; 30 января 1920, Хедингли, близ Лидса — 20 марта 1999, Зеннор, графство Корнуолл) — британский художник, живописец-абстракционист, гравёр, рисовальщик, теоретик искусства.

## Биография
Херон родился в 1920 году в Хедингли. Он был старшим ребенком Томаса (Тома) Милнера Херона и Юлали Джек Херон (урожденной Дэвис). Семья переехала в Корнуолл, когда Патрику было пять лет. Семья снова переехала в 1929 году в Уэлин-Гарден-Сити. В школе Херон познакомился со своей будущей женой Делией Рейсс. К живописи пристрастился в 1933 году, после того, как на школьной экскурсии впервые увидел картины Сезанна в Национальной галерее в Лондоне.
Следующий сильный импульс к переосмыслению представлений о живописи дала Херону выставка Жоржа Брака в галерее Тейт в 1946 году. Тогда он написал эссе о творчестве Брака для «Нового английского еженедельника»  (англ.); а позднее, во время творческой поездки по континентальной Европе, вручил это эссе самому Браку.
Преподавал (с 1953 до 1956 года) в Центральном колледже искусств и ремесел в Лондоне.
Был членом Королевской академии художеств.